# Guy Môquet
Guy Môquet (26 aprile 1924 – 22 ottobre 1941) è stato un attivista comunista francese, noto per essere stato il più giovane dei ventisette prigionieri politici del campo di Châteaubriant fucilati in rappresaglia per la morte di un ufficiale tedesco.

## Biografia
Era figlio di Prosper Môquet, un ferroviere e deputato comunista del XVII arrondissement di Parigi. In seguito allo scioglimento nel settembre 1939 del Partito comunista francese da parte del governo di Édouard Daladier, Prosper Môquet viene arrestato il 10 ottobre dello stesso anno, privato del suo mandato di deputato e in seguito deportato in uno dei campi di concentramento francesi in Algeria.
Il giovane Guy Môquet frequentava a quell'epoca il Liceo Carnot (dove incontra il giovane Gilles Deleuze) ed era un appassionato militante dei Giovani Comunisti. Dopo l'occupazione tedesca di Parigi e l'instaurazione del regime di Vichy, Guy iniziò a collaborare alla resistenza contro i nazisti e il governo fantoccio, attaccando nel suo quartiere manifesti che denunciavano il nuovo regime e chiedevano la liberazione dei prigionieri politici.
Il 13 ottobre 1940 viene arrestato alla stazione del métro della Gare de Paris Est dalla polizia francese che dava la caccia ai militanti comunisti. Picchiato e torturato perché rivelasse i nomi degli amici di suo padre, fu imprigionato prima a Fresnes, poi a Clairvaux e trasferito in seguito, a soli 16 anni, al campo di concentramento di Châteaubriant (Loire-Atlantique), dove si trovavano detenuti altri militanti comunisti.
Il 20 ottobre 1941, Karl Hotz, comandante delle truppe d'occupazione della Loira inferiore, viene ucciso a Nantes da tre giovani comunisti. Per la rappresaglia chiesta dai nazisti, il ministro dell'Interno del governo Pétain, Pierre Pucheu, sceglie tra gli ostaggi comunisti (« per evitare di far fucilare 50 buoni francesi ») 18 prigionieri a Nantes, 27 a Châteaubriant e 5 a Parigi.
Due giorni più tardi, nove pali per l'esecuzione sono predisposti a la Sablière, una grande cava nei pressi di Châteaubriant. In tre gruppi, i 27 ostaggi vengono portati al patibolo. Rifiuteranno tutti di avere gli occhi bendati e moriranno gridando «viva la Francia!». Guy Môquet è il più giovane. Viene fucilato alle 4 del pomeriggio. Poco prima, aveva scritto una lettera alla sua famiglia.

## L'ultima lettera di Guy Môquet

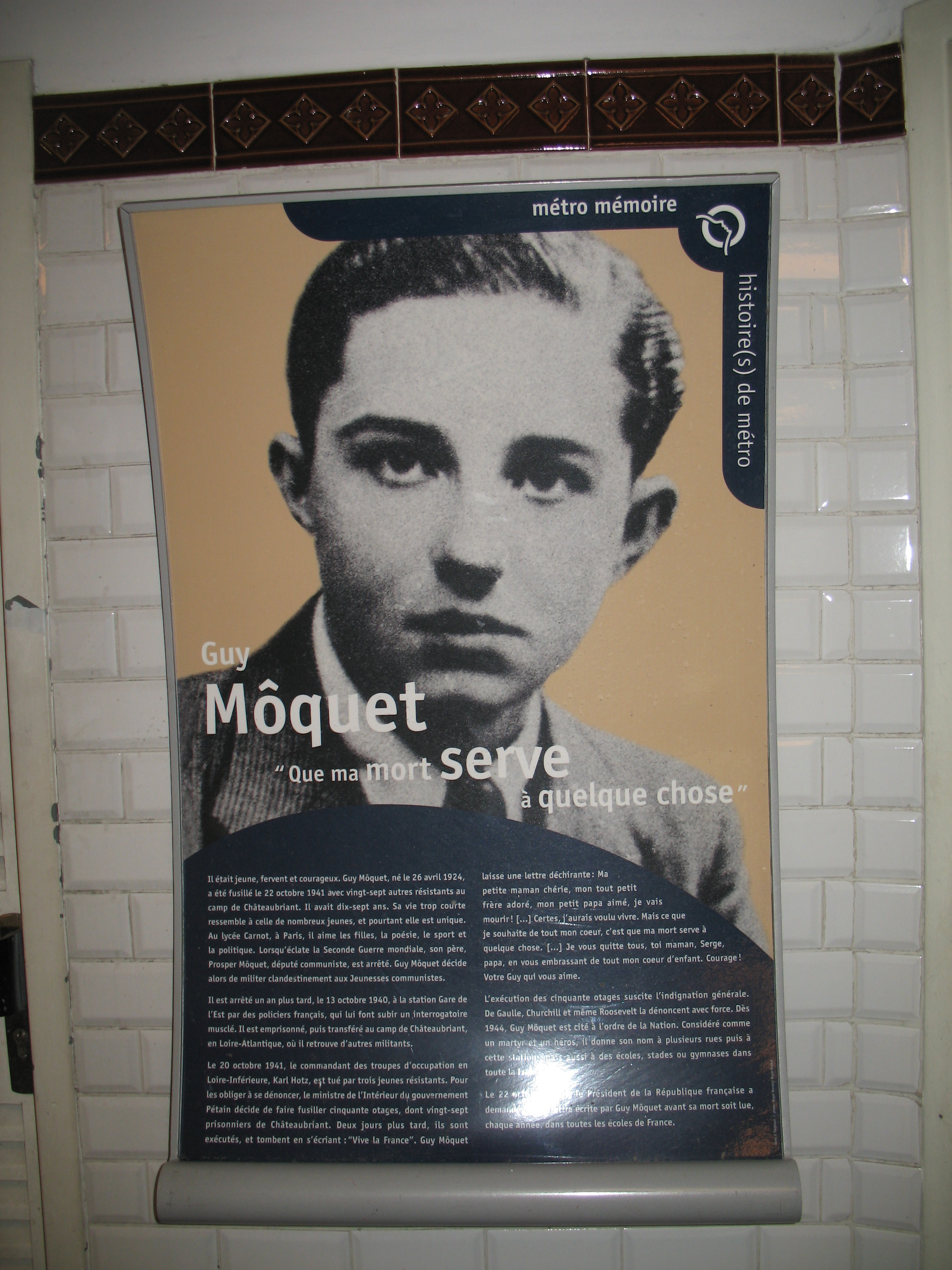
"Che la mia morte possa servire a qualcosa" recita la scritta commemorativa a ricordo del partigiano, nella stazione della metro parigina intitolata al suo nome, la Guy Môquet, appunto, situata nel XVII arrondissement.

L'ultima lettera di Guy Môquet è una lettera di addio destinata ai suoi familiari.
17 anni e mezzo! La mia vita è stata così breve! Ma il mio unico rimpianto è quello di dovervi lasciare [...]»

## Memoria
Una via e una stazione del métro di Parigi - la stazione "Guy Môquet" - portano il suo nome dal 1946. Molti altri edifici pubblici e vie in tutta la Francia sono intitolate a Guy Moquet (ad esempio, un liceo di Châteaubriant).
Il comune di Nantes ha ribattezzato nel dopoguerra una via Cours des 50-Otages (Corso dei cinquanta ostaggi).
Louis Aragon ha dedicato a Môquet e ad altri tre partigiani (Gabriel Péri, Honoré d'Estienne d'Orves e Gilbert Dru, due cristiani e due comunisti), il suo poema La rose et le réséda, che contiene i celebri versi: